# Тобседа
Тобсе́да (в переводе с ненецкого «песчаное место») — упразднённый посёлок в Заполярном районе Ненецкого автономного округа России. На момент упразднения входил в состав Малоземельского сельсовета. Исключен из учётных данных в 1997 году.

## География
Посёлок находится на берегу Колоколковской губы Печорского моря.

## История
С 1934 года по 1946 год в Тобседе располагалась Колоколковская культбаза имени П. Г. Смидовича (одна из двух культбаз округа, вторая располагалась в п. Хоседа-Хард). Культбаза осуществляла продовольственно-кооперативную, врачебно-ветеринарную, культурно-просветительскую и научно-исследовательскую деятельность. Основной задачей культбазы было содействие органам власти в последовательном проведении социальных преобразований ведения хозяйств и повышении культуры местного населения. Работа проводилась как на культбазе, так и в тундре. В 1938 году в Тобседе находились шестиквартирный дом, школа, Дом ненца, ветпункт, больница, интернат, электростанция, скотный двор. В 1934/1935 учебном году первый класс школы посещали 11 учащихся, в штате культбазы работали 2 ликвидатора неграмотности. Во втором полугодии 1936 года было зарегистрировано 1682 амбулаторных посещения больницы.
В 1960-х годах в Тобседе имелось благоустроенное общежитие на 70 рыбаков, столовая, баня, два вездехода ГАЗ-71, функционировали авиаплощадка и радиостанция. Тобседа стала базовым участком по добыче кормовой рыбопродукции для зверофермы межколхозного производственного объединения НАО. В настоящее время в посёлке проживает 2 человека[когда?]

.